# Eppertshausen
Eppertshausen é um município da Alemanha, situado no distrito de Darmstadt-Dieburg, no estado de Hesse. Tem 13,11 km² de área, e sua população em 2019 foi estimada em 6.247 habitantes.